# Bogdana Greif
Bogdana Greif - Danica (rojena kot Bogdana Žigon), slovenska tekstilna delavka in prvoborka NOB, * 26. marec 1914, Ajdovščina, † 9. oktober 1963
Petnajstletna se je zaposlila kot tekstila delavka v tedanji Tekstilni tovarni in predilnici Bruner v Ajdovščini. V času gospodarske krize je bila nato zaposlena v tekstilni tovarni v Podgori pri Gorici. Leta 1931, po zaprtju tovarne v Podgori, je emigrirala v Jugoslavijo v Maribor, kjer se je zaposlila v tekstilni tovarni kot preddelavka. Vključila se je v sindikalno dejavnost in organizirala delavsko gibanje, vključno s stavkami za izboljšanje pogojev dela in življenja delavcev. 
V avgustu 1941 se je, v visoki nosečnosti, z možem, partizanskim prvoborcem in komunistom Martinom Greifom - Rudijem, pred racijami in nasiljem gestapa ilegalno umaknila iz Maribora na Primorsko v Ajdovščino. Tam sta z možem takoj začela organizirati osvobodilno gibanje proti italijanski fašistični okupaciji in preganjanju Slovencev. 
Do kapitulacije Italije je delovala na terenu kot aktivistka in podpornica osvobodilnega gibanja. 
V septembru 1943 je odšla pred nemškim nasiljem v partizane na območje Cerknega. Ob napadu nemške enote (po nekaterih virih tudi z udeležbo koroških Slovencev), ki je bil posledica izdaje belogardističnih in domobranskih pripadnikov, na partijsko šolo v Cerknem januarja 1944, in v katerem je izgubilo življenja 44 mladih bork in borcev, je bila hudo ranjena in nato do avgusta 1944 zdravljena v partizanskih bolnišnicah Franja in Pavla. 
V avgustu 1944 je bila v znanem partizanskem transportu ranjencev iz bolnišnic na letališče v Loškem potoku, od tam pa z zavezniškim transportom odpeljana na zdravljenje v zavezniške bolnišnice v Bari in Gravino v južni Italiji. Od tam se je leta 1946 vrnila kot trajni invalid z okvaro hrbtenice in nog ter bila nato še nekaj časa, do invalidske upokojitve, zaposlena na Radiu Ljubljana.

### Smrt
V posledici invalidnosti in vojnih strahot je umrla stara 49 let. Pokopana je v Ajdovščini.